# Juncosa
Juncosa település Spanyolországban, Lleida tartományban. Juncosa L'Albagés, Cervià de les Garrigues, La Pobla de Cérvoles, Ulldemolins, Margalef, Bellaguarda és Els Torms községekkel határos. Lakosainak száma 390 fő (2024).

## Népesség
A település népessége az utóbbi években az alábbiak szerint változott:
| Lakosok száma | 63   | 1148 | 1131 | 815  | 604  | 558  | 504  | 438  | 386  | 390  |
|               | 1717 | 1887 | 1936 | 1960 | 1986 | 2004 | 2009 | 2014 | 2019 | 2024 |